# EF-Tu

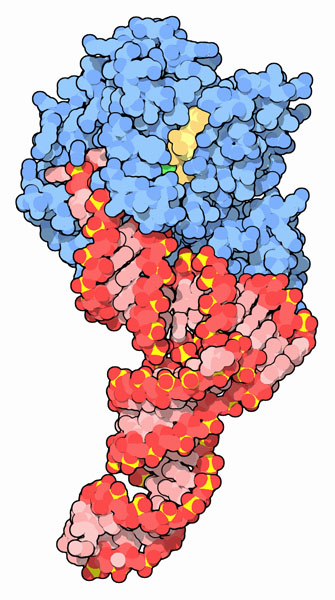
EF-Tu与氨酰tRNA形成的复合体：
蓝色：EF-Tu，红色：tRNA，上方黄色：GTP

EF-Tu是原核延伸因子之一。延伸因子在核糖体翻译蛋白质中有重要作用。t-RNA通过反密码子与mRNA识别，携带在tRNA上的单个氨基酸连接到新生成的肽链上，完成一次肽基转移反应后，下一个氨酰tRNA进入核糖体中的位置继续合成。
原核延伸因子 EF-Tu 在其中的作用是帮助氨酰tRNA进入核糖体的A位。在細胞質中，EF-Tu会结合氨酰化的或带电荷的tRNA 分子，形成复合体进入核糖体。
核糖体上有3个供tRNA进入的位置：A位（氨酰tRNA位）、P位（肽酰tRNA位）和E位（释放位）。tRNA复合体首先进入A位，随后移动到P位，最后在E位释放。
当tRNA的反密码子环与mRNA的密码子部分在核糖体的A位结合后，如果密码子-反密码子的配对是正确的，EF-Tu就会将GTP水解为GDP和磷酸。同时EF-Tu会发生构象变化，使其脱离tRNA（同时也从核糖体中脱离）。此时氨酰tRNA完整地进入A位点，其所携带的氨基酸在空间上接近P位肽酰tRNA上的多肽链。核糖体催化肽链与氨基酸的共价结合，并使在P位点的tRNA（此时已无多肽链）移动到E位置并被释放。
EF-Tu 对翻译的精确性有三个作用：1.如果tRNA处于核糖体的A位并不匹配mRNA密码子，它延迟GTP水解，有倾向性的增加不正确tRNA离开核糖体的可能性。2.在EF-Tu从tRNA脱离后，在氨酰tRNA完全进入A位之前，它增加了第二个延迟时间（无论此时tRNA是否匹配）。这个延迟期是不正确匹配tRNA（和与其相连的氨基酸）离开A位的第二个机会，否则不正确的氨基酸将不可逆的插入进多肽链。3.EF-Tu会检查氨酰tRNA，如果不正确的氨基酸结合到tRNA上，EF-Tu不会与其形成复合体。该机制尚未被完全理解。